# Vrsta 8472
Vrsta 8472 je oznaka Borga za vrstu iz univerzuma Zvezdanih staza koja potiče iz fluidnog svemira,a s kojom je Borg započeo rat u kojem se ova vrsta pokazala jačom i otpornom na asimilaciju zahvaljujući razvijenom bioinžinjeringu.